# Cánones penitenciales
Se llamaban cánones penitenciales a los cánones o reglas que señalaban las penitencias que debían imponerse a los pecadores por sus faltas. En los inicios de la Iglesia eran muy severos. San Basilio señalaba dos años de penitencia por el hurto, siete por la fornicación, once por el perjurio, quince por el adulterio, veinte por el homicidio y toda la vida por la apostasía.

## Historia
Los cánones penitenciales eran reglas establecidas en los primeros siglos de la Iglesia por los mismos Pontífices y Obispos en las que se fijaba el rigor y duración de las penitencias que debían imponer los sacerdotes a los pecadores públicos, para reconciliarlos con la Iglesia y admitirlos a la comunión. Dichas reglas se contenían en los libros llamados penitenciales. Los primeros autores que publicaron cánones penitenciales, fueron, entre los griegos, San Basilio, San Atanasio, San Gregorio Taumaturgo y San Gregorio Niseno. Entre los latinos, el libro penitencial de Teodoro de Cantorberi, es tenido por el primero do esta clase. Teodoro le mandó observar en su diócesis y en breve fue adoptado por muchos otros Obispos y a su ejemplo se dieron a luz otros para diferentes diócesis. Famosos son, entre otros, los dos antiguos penitenciales romanos, dados a luz, el uno por Antonio Agustín, en su epitome juris ecclesiastici veteris y el otro por Alitgario, Obispo Cameracense, el cual puede verse en Morino, al fin del tratado de sacramento pœenit.
Los cánones penitenciales determinaban la penitencia que se debía imponer por cada especie de pecado, la cual era más o menos rigurosa, según la mayor o menor gravedad de los pecados. Se fijaba, pues, la penitencia, por días, por cuarentenas o por años: 
- si solo era de días, el penitente debía ayunar a pan y agua sin interrupción, el número designado de días
- si era de una o muchas cuarentenas de días, la primera se ayunaba todos los días a pan y agua a excepción de los domingos y grandes solemnidades y en las otras, los lunes, miércoles y viernes
- si, en fin, era de uno o muchos años, en el primero se ayunaba a pan y agua los lunes, miércoles y viernes; en el segundo y tercero, solo los viernes, pero en los otros días debía guardarse la abstinencia de carnes y observarse además tres cuarentenas; y excediendo la penitencia de tres años, solo se guardaba en los siguientes las tres cuarentenas.

Cuando los penitentes no estaban en estado de ayunar, se les sometía, a juicio del confesor, a otras mortificaciones, oraciones y obras buenas. Además del ayuno estaban sujetos los penitentes a otras privaciones: así no les era permitido el uso del lino, el baño, los convites, ni aun el uso del matrimonio y a todos se les negaba la participación de los sagrados misterios hasta haber recibido la absolución después de cumplido el período de la penitencia. 
El rigor de los cánones penitenciales se fue mitigando progresivamente después del siglo V de manera que hacia mediados del XIII, había ya cesado enteramente, según se cree, el uso de la imposición do las penas canónicas, reservándose al prudente arbitrio del sacerdote la moderación de ellas.